# Società cestistiche italiane vincitrici di competizioni nazionali e internazionali
La lista riporta tutte le società cestistiche italiane vincitrici di competizioni nazionali e internazionali.
L'Olimpia Milano è il club italiano più titolato con 53 trofei conquistati, segue la Virtus Bologna con 35 titoli totali e Varese con 25 titoli. Il club ad essersi aggiudicato il maggior numero di trofei internazionali è Cantù con 12.
In totale, sono ventotto i club ad aver vinto almeno un trofeo; di questi, ventisette hanno conquistato almeno un titolo nazionale mentre quattordici hanno vinto una competizione internazionale.

## Competizioni
Sono tredici le competizioni di primo livello utilizzate dai media per definire la classifica dei palmarès delle società cestistiche italiane.

### Competizioni nazionali
In campo nazionale, sono comunemente considerati nel conteggio solamente i tre trofei assegnati ogni anno dalla Lega Basket Serie A:
- Campionato italiano (1920-1928, 1930-1943, 1945-presente);
- Coppa Italia (1968-1974; 1984-presente);
- Supercoppa italiana (1995-presente).

### Competizioni internazionali
In ambito internazionale, sono conteggiate tutte le competizioni attuali e del passato organizzate da ULEB ed FIBA:
- Euroleague Basketball (1958-presente);
- Eurocup (2002-presente);
- Basketball Champions League (2016-presente);
- FIBA Europe Cup (2015-presente);
- Coppa Saporta (1967-2002);
- Coppa Korać (1972-2002);
- EuroChallenge (2003-2015);
- FIBA EuroCup Challenge (2002-2007);
- Supercoppa Europea (1986);
- Coppa Intercontinentale (1966-presente).

## Classifica generale
Legenda
- A: Campionato italiano; CI: Coppa Italia; SI: Supercoppa italiana; EUL: Euroleague Basketball; EUC: Eurocup; BCL: Basketball Champions League; FEC: FIBA Europe Cup; SAP: Coppa Saporta; KOR: Coppa Korać; EUCH: EuroChallenge; FECH: FIBA EuroCup Challenge; SUE: Supercoppa Europea; INT: Coppa Intercontinentale.

| Pos. | Squadra             | Totale | Titoli nazionali | Titoli nazionali | Titoli nazionali | Titoli ULEB | Titoli ULEB | Titoli FIBA | Titoli FIBA | Titoli FIBA | Titoli FIBA | Titoli FIBA | Titoli FIBA | Titoli FIBA | Titoli FIBA |
| Pos. | Squadra             | Totale | A                | CI               | SI               | EUL         | EUC         | BCL         | FEC         | SAP         | KOR         | EUCH        | FECH        | SUE         | INT         |
| ---- | ------------------- | ------ | ---------------- | ---------------- | ---------------- | ----------- | ----------- | ----------- | ----------- | ----------- | ----------- | ----------- | ----------- | ----------- | ----------- |
| 1    | Olimpia Milano      | 53     | 31               | 8                | 5                | 3           | -           | -           | -           | 3           | 2           | -           | -           | -           | 1           |
| 2    | Virtus Bologna      | 35     | 17               | 8                | 4                | 2           | 1           | 1           | -           | 1           | -           | 1           | -           | -           | -           |
| 3    | Pall. Varese        | 25     | 10               | 4                | 1                | 5           | -           | -           | -           | 2           | -           | -           | -           | -           | 3           |
| 4    | Pall. Treviso       | 19     | 5                | 8                | 4                | -           | -           | -           | -           | 2           | -           | -           | -           | -           | -           |
| 5    | Pall. Cantù         | 17     | 3                | -                | 2                | 2           | -           | -           | -           | 4           | 4           | -           | -           | -           | 2           |
| 6    | Mens Sana Siena     | 16     | 6                | 3                | 6                | -           | -           | -           | -           | 1           | -           | -           | -           | -           | -           |
| 7    | ASSI Milano         | 6      | 6                | -                | -                | -           | -           | -           | -           | -           | -           | -           | -           | -           | -           |
| 8    | Reyer Venezia       | 6      | 4                | 1                | -                | -           | -           | -           | 1           | -           | -           | -           | -           | -           | -           |
| 9    | Dinamo Sassari      | 6      | 1                | 2                | 2                | -           | -           | -           | 1           | -           | -           | -           | -           | -           | -           |
| 10   | Virtus Roma         | 6      | 1                | -                | 1                | 1           | -           | -           | -           | -           | 2           | -           | -           | -           | 1           |
| 11   | S.G. Triestina      | 5      | 5                | -                | -                | -           | -           | -           | -           | -           | -           | -           | -           | -           | -           |
| 12   | V.L. Pesaro         | 5      | 2                | 2                | -                | -           | -           | -           | -           | 1           | -           | -           | -           | -           | -           |
| 13   | Fortitudo Bologna   | 5      | 2                | 1                | 2                | -           | -           | -           | -           | -           | -           | -           | -           | -           | -           |
| 14   | Ginnastica Roma     | 4      | 4                | -                | -                | -           | -           | -           | -           | -           | -           | -           | -           | -           | -           |
| 15   | Scaligera Verona    | 3      | -                | 1                | 1                | -           | -           | -           | -           | -           | 1           | -           | -           | -           | -           |
| 16   | Juvecaserta         | 2      | 1                | 1                | -                | -           | -           | -           | -           | -           | -           | -           | -           | -           | -           |
| 17   | Partenope           | 2      | -                | 1                | -                | -           | -           | -           | -           | 1           | -           | -           | -           | -           | -           |
| 18   | Pall. Reggiana      | 2      | -                | -                | 1                | -           | -           | -           | -           | -           | -           | 1           | -           | -           | -           |
| 19   | Internazionale      | 1      | 1                | -                | -                | -           | -           | -           | -           | -           | -           | -           | -           | -           | -           |
| 20   | SEF Costanza Milano | 1      | 1                | -                | -                | -           | -           | -           | -           | -           | -           | -           | -           | -           | -           |
| 21   | Scandone Avellino   | 1      | -                | 1                | -                | -           | -           | -           | -           | -           | -           | -           | -           | -           | -           |
| 22   | Brescia             | 1      | -                | 1                | -                | -           | -           | -           | -           | -           | -           | -           | -           | -           | -           |
| 23   | Basket Napoli       | 1      | -                | 1                | -                | -           | -           | -           | -           | -           | -           | -           | -           | -           | -           |
| 24   | Auxilium Torino     | 1      | -                | 1                | -                | -           | -           | -           | -           | -           | -           | -           | -           | -           | -           |
| 25   | Vanoli Cremona      | 1      | -                | 1                | -                | -           | -           | -           | -           | -           | -           | -           | -           | -           | -           |
| 26   | Napoli Basket       | 1      | -                | 1                | -                | -           | -           | -           | -           | -           | -           | -           | -           | -           | -           |
| 27   | Aquila Trento       | 1      | -                | 1                | -                | -           | -           | -           | -           | -           | -           | -           | -           | -           | -           |
| 28   | Sebastiani Rieti    | 1      | -                | -                | -                | -           | -           | -           | -           | -           | 1           | -           | -           | -           | -           |